# خانه سید محمود کشفی
خانه سید محمود کشفی مربوط به دوره قاجار است و در مهریز، باغ بهار، خیابان ۲۲ بهمن، کوچه ۱۲ فروردین، روبروی پلاک ۱۳۱ واقع شده و این اثر در تاریخ ۱۸ آذر ۱۳۸۷ با شمارهٔ ثبت ۲۳۸۸۳ به‌عنوان یکی از آثار ملی ایران به ثبت رسیده است.